# Chapelle-Viviers
Chapelle-Viviers – miejscowość i gmina we Francji, w regionie Nowa Akwitania, w departamencie Vienne.
Według danych na rok 1990 gminę zamieszkiwało 409 osób, a gęstość zaludnienia wynosiła 29 osób/km² (wśród 1467 gmin regionu Poitou-Charentes Chapelle-Viviers plasuje się na 619. miejscu pod względem liczby ludności, natomiast pod względem powierzchni na miejscu 628.).